# Рабство в Канаде
Рабство в Канаде охватывает как период, когда рабство практиковали индейцы Канады до европейской колонизации, так и рабство колониальной эпохи.

## Общая характеристика
В колониальный период большинство рабов происходило из американских индейцев (эта группа рабов во французском языке обозначалась словом pani(s), от английского pawnee, буквально «предмет залога»). Лишь небольшая часть рабов из Африки попадала в Канаду, в то время как индейцы часто попадали в плен к враждебным племенам, и часть этих пленников потом покупали колониальные администраторы для использования в качестве рабочей силы. Практика продолжалась до формального запрета рабства британским законодательством в 1833 году.
В Канаде было небольшое количество африканских рабов, которых европейцы завезли в Новую Францию, Акадию, а затем в британскую Северную Америку в течение XVII века. Эти рабы происходили из американских колоний, поскольку рабовладельческие корабли не ходили непосредственно на территорию современной Канады из Африки.
Считается, что в Новой Франции (до её поражения в войне с британцами) насчитывалось несколько сотен рабов. Это были домашние слуги и работники сельского хозяйства. В Канаде не было крупных плантаций, поэтому потребность в рабах-полевых работниках в любом случае не была столь велика, как это было в более тёплых регионах Американского континента, включая Вирджинию и Бразилию.
Поскольку в ранний период трансатлантической торговли Канада играла в ней незначительную роль, история рабства в Канаде не столь изучена, как рабство, которое практиковалось в других частях Америки. Ямайско-канадский историк Афуа Купер заявила, что рабство — это «самый большой секрет Канады, запертый в Национальном шкафу».

## Рабство у аборигенных народов Канады
В доколониальный период рабовладение было распространено, например, среди народов-рыболовов, например, юроков, обитавших вдоль побережья Тихого океана от Аляски до Калифорнии. Многие коренные народы тихоокеанского северо-западного побережья, такие как хайда и тлингиты, были известны как свирепые воины и работорговцы, которые совершали набеги на земли вплоть до Калифорнии. Рабство было наследственным: рабами были не только пленники, но и их потомки. Некоторые племена в современной Британской Колумбии практиковали сегрегацию потомков рабов до конца 1970-х годов. Английский писатель Джон Р. Джюитт опубликовал историю того, как он сам был одно время рабом после того, как его корабль был захвачен в 1802 году; в книге не только приводятся подробности о его жизни в рабстве, но и утверждается, что в то время (в Канаде) существовало много рабов.

## Рабство во времена Новой Франции («старый режим»)
Первый известный африканец в Новой Франции, Матьё да Коста (1589 — после 1619), не был рабом — он служил переводчиком сначала у португальцев, затем у французов, и благодаря своему умению осваивать языки помогал им устанавливать контакты с аборигенными племенами.
В 1618 году в Новую Францию на британском корабле попал первый исторически известный раб, Оливье ле Жён, мальчик мадагаскарского происхождения. Хотя лишь в 1685 году был принят «Чёрный кодекс», регламентировавший практику рабовладения, многие вошедшие в него позднее правила фактически уже применялись в обиходе. «Чёрный кодекс» требовал обязательного крещения рабов.
В 1688 году в Новой Франции проживало 11 562 жителей, в основном купцы, миссионеры и фермеры, которые поселились вдоль долины реки Святого Лаврентия. Король Франции Людовик XIV, по просьбе ряда видных представителей местной католической общины, предоставил Новой Франции право импортировать чернокожих рабов из Западной Африки ввиду нехватки слуг и рабочих. Хотя рабство было запрещено во Франции, в колониях разрешалось использовать «бесплатную рабочую силу», необходимую для очистки земли, строительства зданий, а в карибских колониях — для работы на сахарных плантациях. Новая Франция вскоре установила собственный «Чёрный кодекс», который регулировал режим рабовладения и положение рабов. В частности, кодекс требовал, чтобы все рабы были воспитаны как католики. В рамках кодекса рабы почти не имели прав, хотя в Кодексе указывалось, что рабовладельцы должны были заботиться о больных и престарелых. Чёрных обычно называли «слугами». Уровень смертности рабов был высоким.
В 1688 году группа французских аристократов обратилась к королю Людовику XIV с просьбой разрешить импортировать больше рабов.
Впрочем, главным образом жители Новой Франции получали рабов в качестве подарков от своих союзников из числа коренных народов (индейцев). Многие из рабов были пленниками, захваченными в набегах против Мескваки, противников майами и алгонкинов. «Пани» (рабов-аборигенов) было легче достать, и поэтому их было больше, чем африканцев, хотя их ценность была ниже. Рабы-индейцы в среднем доживали до 18 лет, а африканцы — до 25.
Хотя рабы, ввиду малочисленности, не могли развернуть широких протестов против условий своего содержания, известны отдельные инциденты. Мари-Жозеф Анжелик была чёрной рабыней богатой монреальской вдовы. Афуа Купер опубликовала её биографию: в 1734 году, узнав, что её собирались продать, что привело бы к расставанию с её любовником, она подожгла дом своей хозяйки и сбежала. Огонь уничтожил 46 зданий. Её схватили два месяца спустя, провели по улицам города и подвергали пыткам, пока она не призналась в своем преступлении. В полдень дня её казни Анжелику в последний раз прогнали по улицам Монреаля, и после того, как она остановилась в церкви для исповеди, перед руинами зданий, сгоревшими в результате её поджога, поставили виселицу, на которой её повесили. Затем её тело было брошено в огонь, а пепел развеян на ветру.
В начале XVIII века в Новую Францию увеличился приток африканцев, в основном в качестве рабов французской аристократии. Законопроект, известный как Билль Родо (Bill Raudot), ещё больше способствовал рабству. Это было постановление, в котором рабство в Новой Франции признавалось законным: «аборигены и чернокожие, которые были приобретены и будут приобретены, будут собственностью тех, кто их купил».
Хотя рабство фактически продолжалось и после британского завоевания Новой Франции, работорговля не была законодательно установлена, потому что в экономике, где преобладали пушной промысел и рыбная ловля, не было необходимости в многочисленной рабочей силе. Но хотя работа, которую должны были выполнять рабы Новой Франции, в целом не была столь изнурительной, как на плантациях и в ремесленных работах в других частях Америки, канадские рабы находились под жёстким контролем владельцев.
Историк Марсель Трюдель насчитал в Новой Франции 3604 рабов по состоянию на 1759 год. Большинство (52,3 %) находились в районе Монреаля, где существовала более трудоёмкая экономика. Из них около 2472 происходили из индейцев, а 1132 были афроканадцами.
После завоевания Новой Франции англичанами большая часть рабов в британских колониях на территории будущей Канады находилась во владении французов. Марсель Трюдель насчитал 1509 рабовладельцев того периода, из которых лишь 181 были англичанами. Трюдель также задокументировал 31 смешанный брак между французскими поселенцами и рабами коренных американцев. Одним из потомков таких смешанных браков был Жан-Батист Пуэн дю Сабль, посмертно признанный «основателем Чикаго».

## Рабство под британским правлением
Аборигены Канады владели и торговали рабами; на протяжении многих веков рабство было устоявшимся институтом в ряде племён. Шони, потаватоми и другие западные племена импортировали рабов из Огайо и Кентукки и продавали их поселенцам в Канаде. Тайенденага (вождь Джозеф Брант) имел 40 чёрных рабов, которых он захватил во время американской революции и использовал их при постройке своего дома в Берлингтон-Бич и второго дома недалеко от Брантфорда.
В XVII и XVIII веках в британских регионах Канады уже были рабы. 104 раба упоминаются в переписи Новой Шотландии 1767 года. До 1783 года их число было очень небольшим; затем множество белых лоялистов бежало из новой американской республики и захватили с собой около 2000 чернокожих рабов: около 1200 из них оказалось в приморских провинциях Новая Шотландия, Нью-Брансуик и Остров Принца Эдуарда, 300 в Нижней Канаде (Квебек) и 500 в Верхней Канаде (Онтарио). Имперский закон 1790 года гарантировал лоялистам-рабовладельцам, что рабы останутся в их собственности. Как и во времена французского владычества, небольшое число рабов использовалось в качестве домашней прислуги, подённых рабочих и ремесленников.
Институт рабства в Канаде не упоминается (ни разрешается, ни запрещается) ни в Парижском договоре 1763 года, ни в Квебекском акте 1774 года, ни в Парижском договоре 1783 года.
Система принудительного труда и институты принуждения для контроля за порабощёнными не развивались в Канаде так же, как в Соединенных Штатах. Поскольку рабы были немногочисленны и не представляли угрозы своим хозяевам, им было разрешено учиться читать и писать, среди них поощрялось обращение в христианство, и их браки были признаны законом.
В 1790-х годах идеи аболиционизма проникли и в Канаду. Злой умысел был засвидетельствован в инциденте, связанном с рабыней, которая подверглась жестокому нападению со стороны своего хозяина, который вознамерился продать её в Соединённые Штаты. Это была Хлоя Клуи, которая публично громко протестовала против плохого обращения с ней. Питер Мартин и Уильям Гризли были свидетелями этого инцидента. Питер Мартин, сам бывший раб, сообщил об инциденте заместителю губернатора Верхней Канады Джону Грейвсу Симко, который поддержал «Закон о рабстве» 1793 года. Избранные члены Исполнительного совета, большинство из которых были торговцами или фермерами, которые зависели от рабского труда, не считали, что эмансипация необходима. Генеральный прокурор Джон Уайт отмечал в своём отчёте, что было много возражений против рабства, но представлено мало аргументов.
Наконец, Ассамблея Верхней Канады приняла Закон о борьбе с рабством, который закрепил его постепенную отмену: рабов нельзя было импортировать, те, кто уже были рабами, оставались таковыми до самой смерти, но новых рабов в Верхней Канаде появляться уже не могло. Дети, рождённые от рабынь, должны были сохранять рабский статус до 25 лет, когда их следовало освободить. Чтобы препятствовать манумиссии, закон требовал от владельца позаботиться о финансовом обеспечении бывшего раба, чтобы он не стал общественным бременем. Закон о рабстве 1793 года является единственным актом канадского законодательства о борьбе с рабством. Он гарантировал прекращение рабовладения в Верхней Канаде, но при этом, пока рабовладение существовало, не препятствовал продаже рабов в Соединённые Штаты. Более того, в 1798 году группы лоббистов предприняли попытку внести изменения в закон, чтобы получить возможность импортировать новых рабов.
В начале XIX века другие провинции британской Северной Америки уже ограничили рабство посредством судебных решений, которые требовали от рабовладельцев строгого документального подтверждения права собственности, которое последние вряд ли могли предоставить. Рабство оставалось законным до тех пор, пока британский парламент не принял Закон об отмене рабства 1833 года в Соединённом Королевстве, который фактически отменил его во всей Британской империи 1 августа 1834 года.
В конце XVIII — начале XIX в. существовала инициатива по возврату освобождённых рабов в Африку, для чего была создана «Компания Сьерра-Леоне». Одной из причин было то, что в суровом и холодном климате многие афроканадцы не выживали. Вернувшиеся в Африку поселились на территории будущих государств Сьерра-Леоне и Либерия.
В настоящее время в Канаде сохранилось четыре рабских кладбища: в Сент-Армане (Квебек), Шелберне (Новая Шотландия), Прайсвилле (Онтарио) и Дрездене (Онтарио).
В период аболиционизма в Соединённых Штатах, особенно в Огайо, была создана сеть подземных железных дорог, с помощью которой многие рабы по реке Огайо через северные штаты попали в Верхнюю Канаду (современный Онтарио). Таким образом Канада косвенно способствовала борьбе против рабства.

## Список используемой литературы
- Boyko, John Last Steps to Freedom: The Evolution of Racism in Canada. Winnipeg: Shillingford Publications, 1998.
- Boyko, John. Blood and Daring: How Canada Fought the American Civil War and Forged a Nation. Toronto: Knopf Canada, 2013.
- Clarke, George Elliott.»'This Is No Hearsay': Reading the Canadian Slave Narratives, " Papers of the Bibliographical Society of Canada / Cahiers De La Société Bibliographique du Canada 2005 43(1): 7-32, original narratives written by Canadian slaves
- Cooper, Afua. The Hanging of Angelique: The Untold Story of Canadian Slavery and the Burning of Old Montreal (2006)
- Derreck, Tom. "In Bondage, " Beaver 2003 83(1): 14-19,
- . ISBN 978-0-374-53125-6. Guanyador el 2007 del premi Literari de No-Ficció del Governador general; Nominat (no-ficció), Premi del Cercle de Crítics de Llibres Nacional de 2007.
- Hajda, Yvonne P. "Slavery in the Greater Lower Columbia Region, "  Ethnohistory 2005 52(3): 563—588,
- Henry, Natasha, Emancipation Day: Celebrating Freedom in Canada
- Riddell, William Renwick. "Further Notes on Slavery in Canada, " The Journal of Negro History, Vol. 9, No. 1 (Jan., 1924), pp. 26-33 in JSTOR
- Trudel, Marcel. Deux Siècles d’Esclavage au Québec. (2nd ed. 2004), 408pp
- *Whitfield, Harvey. "Black Loyalists and Black Slaves in Maritime Canada, " History Compass 2007 5(6): 1980—1997,
- Winks, Robin. Blacks in Canada: A History (1971)